# Perla de Tahití

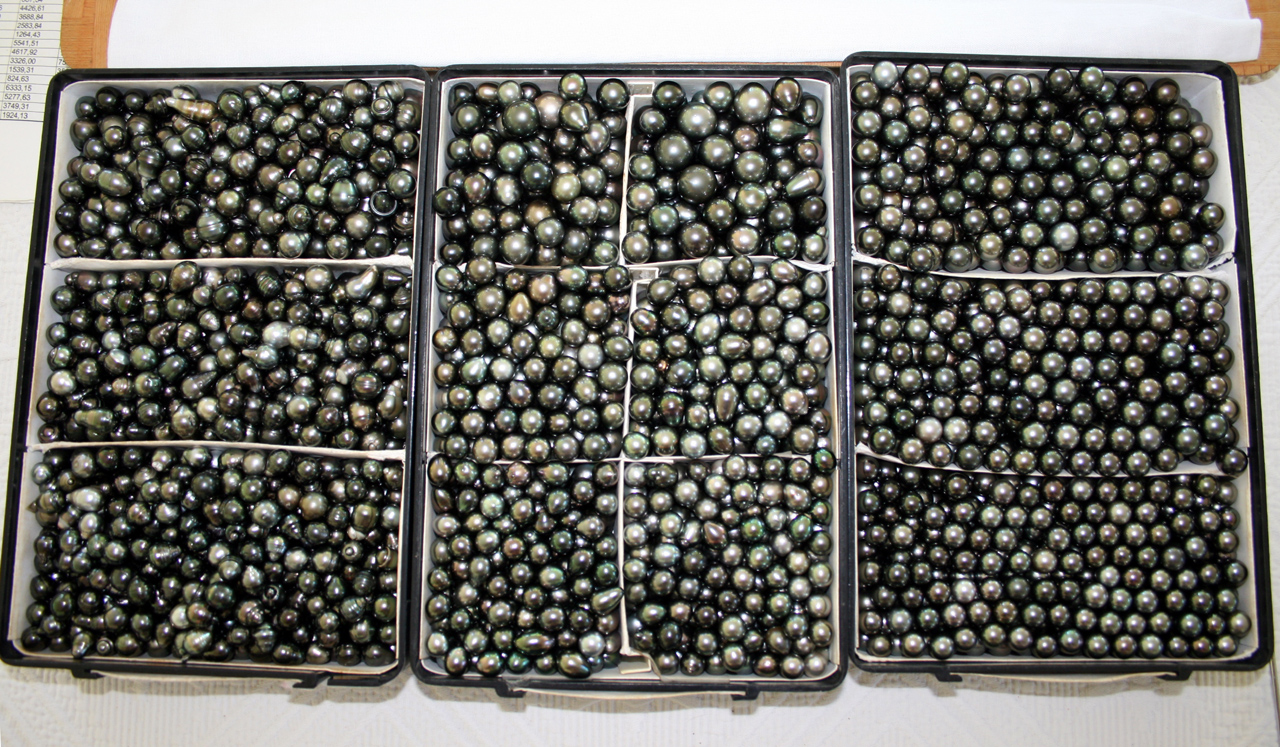
Perlas de Tahití a granel

La perla de Tahití (o perla negra) es una gema orgánica formada por la ostra de labios negros (Pinctada margaritifera). Estas perlas derivan su nombre del hecho de que se cultivan principalmente alrededor de las islas de la Polinesia Francesa, alrededor de Tahití.

## Descripción
Las perlas de Tahití vienen en una gama de colores desde el blanco al negro.  Pueden contener varios tonos de fondo y tonos de verde, rosa, azul, plata y amarillo. Los más valiosos de estos son los de variedad más oscura, ya que los tonos naturalmente oscuros de las perlas de Tahití son una cualidad única entre las perlas. Una verdadera perla negra de Tahití es extremadamente rara, y en gran parte se considera una de las perlas más hermosas del mundo. La mayoría de las perlas de Tahití que se identifican como "negras" son en realidad gris carbón, plata o verde oscuro.  Una ventaja de la perla de Tahití es que la ostra dentro de la cual crecen es bastante grande, a veces pesa hasta diez libras. Esto significa que una perla tahitiana puede crecer fácilmente a un tamaño mayor que el promedio.
La perla tahitiana cultivada viene en varias formas, tamaños y colores; entre ellas hay en formas redondas, semirredondas, de botón, círculo, óvalo, lágrima, semibarroco y barroco. Debido a sus tonos más oscuros, las perlas de Tahití se conocen comúnmente como «perlas negras».  Sin embargo, las perlas de Tahití tienen la capacidad de contener varios matices y tonos de verde, rosa, azul, plata y amarillo. Todos (o cualquier combinación) de estos colores pueden verse en una perla cultivada de Tahití. Debido a la variedad de formas y colores de la perla de Tahití, se sabe que se adapta a cualquier ajuste de joyería.  La versatilidad y la mezcla de color le dan su valor.

## Cultivo
El proceso de cultivo de una perla de Tahití involucra a un experto en injerto, que inserta una cuenta hecha de una concha de molusco en la gónada, u órgano reproductivo, del molusco maduro Pinctada margaritifera. A una ostra le lleva dos años madurar lo suficiente como para comenzar a producir perlas. Se inserta con la cuenta un pedazo de tejido del manto de un molusco donante, que influye en el color de la perla que se produce y proporciona  las células epiteliales para garantizar que la ostra produce nácar alrededor del núcleo. Los materiales utilizados en el proceso son orgánicos, para disminuir la probabilidad de que la ostra rechace el núcleo. La concha se lija y se redondea para formar la cuenta, por lo que las perlas producidas tienen una forma más redonda. Todo el proceso se lleva a cabo rápidamente, porque las ostras no pueden sobrevivir mucho tiempo fuera del agua.

## Como exportación
La perla de Tahití es la exportación más grande de la Polinesia francesa, y representa más del 55 por ciento de las exportaciones anuales del país de 20 millones de dólares.  Las fincas cultivadoras de perlas de Tahití están ubicadas en las lagunas azules del archipiélago Tuamotu - Gambier, que es uno de los cinco archipiélagos que conforman la Polinesia Francesa (Tahití es la isla más y los tahitianos constituyen el principal grupo étnico en el territorio).